# Kanton Lautrec
Der Kanton Lautrec war bis 2015 ein französischer Wahlkreis im Arrondissement Castres, im Département Tarn der Region Midi-Pyrénées. Hauptort war Lautrec. Vertreter im Generalrat des Départements war zuletzt von 2004 bis 2015 ChristianGalzin (DVD).
Der Kanton war 178,68 km² groß und hatte 4363 Einwohner, was einer Bevölkerungsdichte von 24 Einw./km² entsprach. Im Mittel lag er 254 Meter über Normalnull, zwischen 159 und 371 Meter. 

## Gemeinden
Der Kanton bestand aus zehn Gemeinden:
| Gemeinde                | Einwohner Jahr | Fläche km² | Bevölkerungsdichte | Code INSEE | Postleitzahl |
| ----------------------- | -------------- | ---------- | ------------------ | ---------- | ------------ |
| Brousse                 | 411 (2013)     | 14,77      | 28 Einw./km²       | 81040      | 81440        |
| Jonquières              | 459 (2013)     | 12,2       | 38 Einw./km²       | 81109      | 81440        |
| Lautrec                 | 1.793 (2013)   | 54,64      | 33 Einw./km²       | 81139      | 81440        |
| Montdragon              | 615 (2013)     | 12,19      | 50 Einw./km²       | 81174      | 81440        |
| Montpinier              | 187 (2013)     | 7,6        | 25 Einw./km²       | 81181      | 81440        |
| Peyregoux               | 88 (2013)      | 4,5        | 20 Einw./km²       | 81207      | 81440        |
| Puycalvel               | 217 (2013)     | 12,27      | 18 Einw./km²       | 81216      | 81440        |
| Saint-Genest-de-Contest | 290 (2013)     | 13,71      | 21 Einw./km²       | 81250      | 81440        |
| Saint-Julien-du-Puy     | 425 (2013)     | 19,38      | 22 Einw./km²       | 81258      | 81440        |
| Vénès                   | 758 (2013)     | 27,45      | 28 Einw./km²       | 81311      | 81440        |